# حدس بزن امروز چی تو مدرسه آموختیم؟
حدس بزن امروز چی تو مدرسه آموختیم؟ (به انگلیسی: Guess What We Learned in School Today?) یک فیلم سینمایی آمریکایی محصول سال ۱۹۷۰ به کارگردانی جان جی آویلدسن است و توسط یوجین پرایس نوشته شده‌است. این فیلم در جشنواره فیلم کن ۱۹۷۱ پخش شد.